# Fräsenrennen

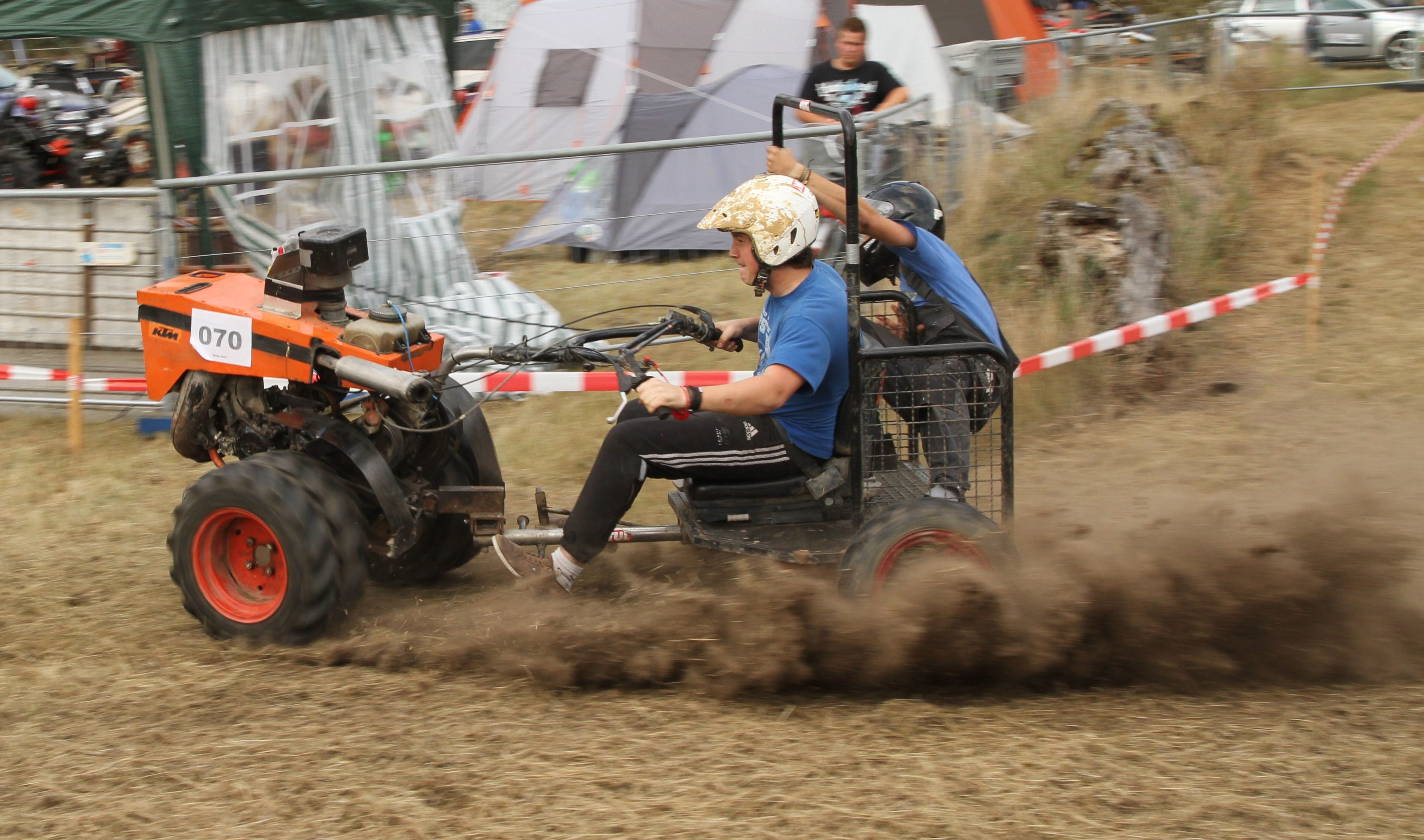
Rennmaschine beim freien Training in Ubstadt-Weiher 2012

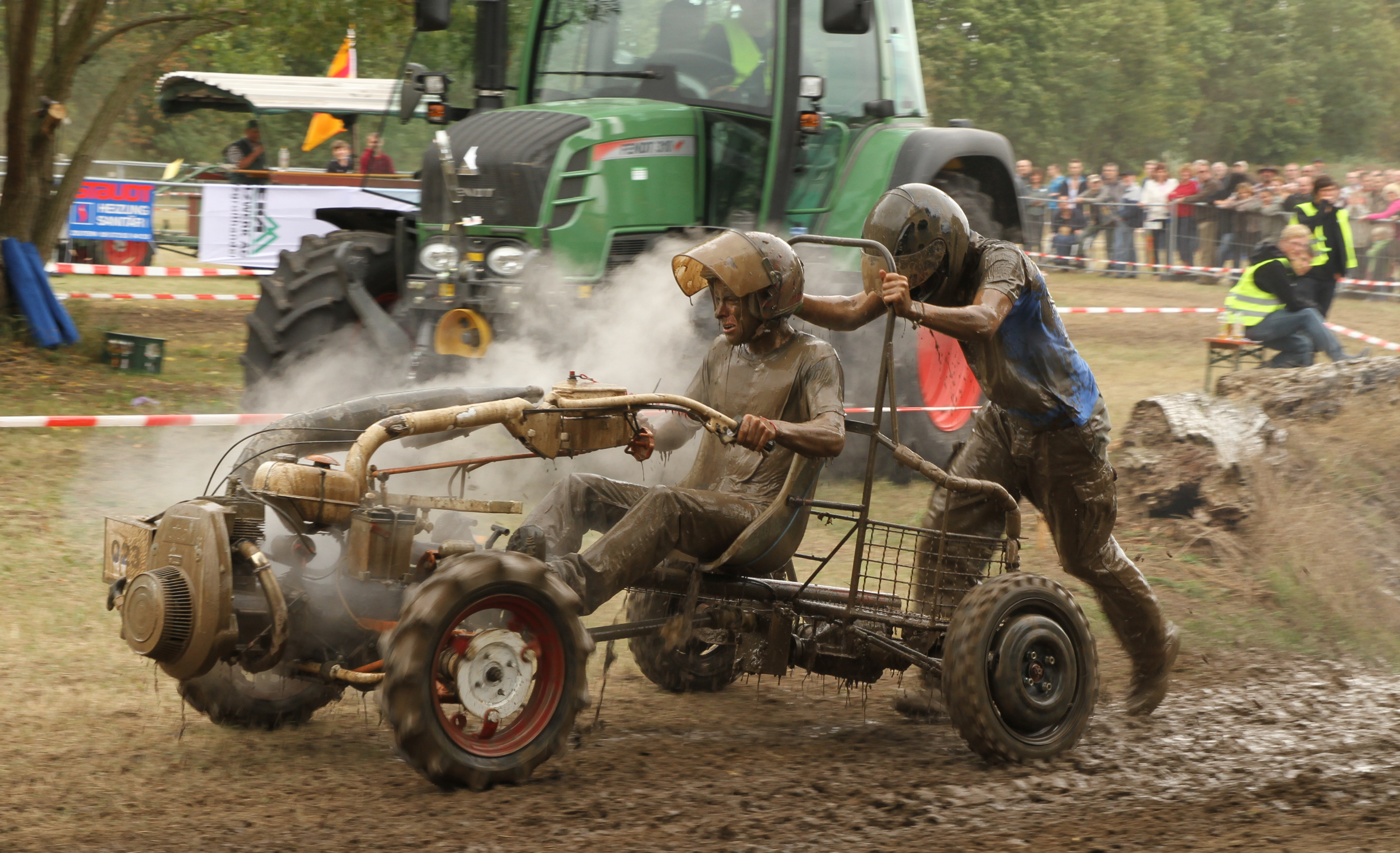
Kurz nach der zweiten Wassergrube

Unter einem Fräsenrennen, Einachserrennen oder Hakorennen versteht man ein Rennen mit Einachser-Zugmaschinen. Verwendete Geräte sind oftmals umgebaute einachsige Gartenfräsen oder Einachsschlepper. Beide Geräte fahren mit Zugteil, so dass im Rennen Zweiachser gegeneinander antreten.
Oft stellen Geräte des Herstellers Hako die Mehrheit der Fahrzeuge, weswegen die Rennen nach diesem Hersteller benannt sein können. Wurden die Einachser früher als Traktoren der kleinen Leute angesehen, werden sie heutzutage als Kult-, Sport- oder Spaßfahrzeuge in Rennen mit verschiedenen Disziplinen genutzt.
An verschiedenen Orten in Deutschland und der Schweiz wie Ubstadt-Weiher, Dexheim, Hochstädten Flehingen (Hewl Cup), Hambrücken (Hambrigger Dreggschaufle),, Seerücken (Seerücken Einachserrennen), Hofstetten (Einachserrennen Hofstetten), Uttwil, Neuheim, Brülisau (Quöllbisch-Cup), Bensheim oder Odenheim finden jedes Jahr Wettbewerbe mit alten nicht-getunten und getunten Zugmaschinen statt. Auch Eigenbauten können antreten.
Hierbei muss ein abgesteckter Parcours mit einem Anhänger und Beifahrer in möglichst kurzer Zeit durchfahren werden. Meist treten je zwei Maschinen im K.O-Modus gegeneinander an. Es kann aber Veranstaltungen mit Massenstart geben, 
Zur Belustigung des Publikums können Wassergruben zum Parcours gehören. Auch sind Aufgaben für den Beifahrer möglich, die dieser teils auf dem Einachser erledigen muss. Teils ist auch ein Abstieg erforderlich, der Einachser muss warten, während der Beifahrer die Aufgaben erledigt.

## Fahrzeug
Die Rennen finden in verschiedene Kategorien statt. Dabei werden die Zugmaschinen nach Leistung und/oder Umbauten eingeteilt. Oft beginnt es mit unveränderten Serienmodell-Einachsern bis hin zu kompletten Eigenbauten. Hier können Umbauten bis hin zur Verwendung von Flugzeugmotoren gehen. Beispiele für solche Kategorien sind: Ackerklasse, Sportklasse, Supersportklasse oder Offene Klasse.
Normalerweise ist der ursprüngliche Einachser an der Front montiert, der über den Einachser-typischen Knicklenker gesteuert wird. An diesem ist ein Hänger befestet. Der Hänger hat eine Plattform, auf der der Beifahrer steht, der mittels Gewichtsverlagerung essenziell für die Steuerung des Gefährts ist.

## Parcours
Der Streckenverlauf wird vom Veranstalter festgelegt und bei freien Trainings den Fahrern zur Verfügung gestellt. In der Regel sind die Strecken nur zeitweise angelegt und werden das Jahr über anderweitig genutzt, da die Rennen nur einmal im Jahr stattfinden. In Flehingen hingegen dient ein Motocross-Parcours als Rennstrecke.
Vor jedem Rennen gibt es eine Beschreitung zu Fuß, bei der offene Fragen zum Parcours geklärt werden können. Je nach Veranstalter sind die Strecken reine Rennstrecken oder beinhalten Wassergruben und Beifahrerprüfungen. Erfolgt die Befahrung des Parcours nicht einzeln, sondern sind mehrere Teilnehmer auf dem Parcours, gibt es beim Einsatz von Wassergruben und Beifahrerprüfungen entweder Umfahrungsmöglichkeiten oder parallele Beifahrerprüfungen. Sollte eine Maschine liegen bleiben, so gibt es im gesamten Parcours Streckenposten die für Sicherheit sorgen und ggf. liegengebliebene Maschinen mit dem Traktor aus der Wassergrube ziehen.

## Sicherheit
Jede Maschine, die am Rennen teilnimmt, muss vor dem Start durch eine technische Prüfung. Die Maschinen werden anschließend separiert, so dass keine weiteren Änderungen an Motor und Maschine vorgenommen werden können. Nicht selten werden weitere Sicherheitsmaßnahmen verlangt, diese unterscheiden sich jedoch je nach Veranstalter. So kann eine weitere Sicherheitsmaßnahme die zwingende Verwendung eines Unterbrecherkontaktes sein, der die Zugmaschine bei Verlust des Fahrers abschaltet. Dies ist deswegen vonnöten, da es nicht selten vorkommt, dass der Fahrer von der Maschine fällt und sich das Gefährt in Richtung Zuschauer bewegt. Zur Sicherheit des Fahrers ist ferner ein Überrollbügel vorgeschrieben.